# Costus scaber
Costus scaber är en enhjärtbladig växtart som beskrevs av Hipólito Ruiz López och Pav.. Costus scaber ingår i släktet Costus och familjen Costaceae. Inga underarter finns listade.

## Bildgalleri

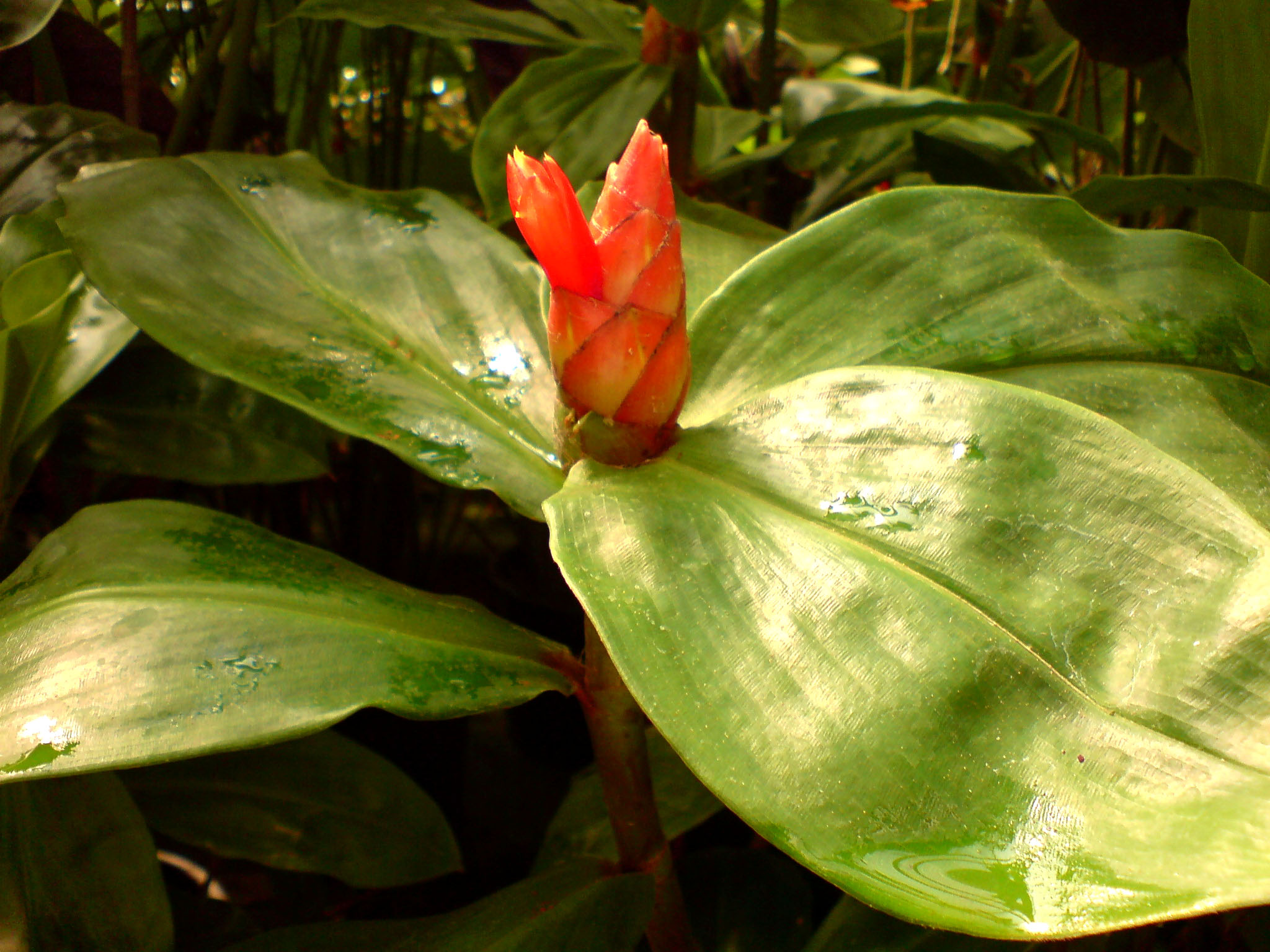